# RS-417
Pour les articles homonymes, voir Route 417.
La RS-417 est une route locale de l'État du Rio Grande do Sul localisée dans la mésorégion métropolitaine de Porto Alegre.
Elle débute à Torres, dessert les municipalités de Dom Pedro de Alcântara, Três Cachoeiras, Três Forquilhas, et s'achève à Itati.
Elle est longue de 55 km.